# Брюгген (Лайне)
Брюгген (нем. Brüggen) — община в Германии, в земле Нижняя Саксония.
Входит в состав района Хильдесхайм. Подчиняется управлению Гронау (Лайне). Население составляет 921 человек (на 31 декабря 2010 года). Занимает площадь 12,2 км².
| Год  | Население |
| ---- | --------- |
| 1990 | 1044      |
| 1995 | 1063      |
| 2000 | 1025      |
| 2005 | 983       |
| 2010 | 933       |